# Полицейска академия 7: Мисия в Москва
„Полицейска академия 7: Мисия в Москва“ (на английски: Police Academy: Mission to Moscow) е американска екшън комедия от 1994 г. с участието на Джордж Гейнс, Майкъл Уинслоу, Дейвид Граф и Клеър Форлани в нейния дебют в киното. Това е седмият и последният филм на поредицата „Полицейска академия“, и продължение на „Полицейска академия 6: Град под обсада“ (1989). Филмът е режисиран от Алън Метър, а сценарият е на Рандолф Дейвис и Мишел Чодос. Джордж Гейнс, Майкъл Уинслоу и Дейвид Граф са част от тримата актьори в състава, които присъстват в седемте филма на поредицата.

## Филми от поредицата за „Полицейска академия“
Поредицата „Полицейска академия“ включва 7 филма:
- „Полицейска академия“ (1984)
- „Полицейска академия 2: Тяхното първо назначение“ (1985)
- „Полицейска академия 3: Отново в академията“ (1986)
- „Полицейска академия 4: Градски патрул“ (1987)
- „Полицейска академия 5: Мисия в Маями“ (1988)
- „Полицейска академия 6: Град под обсада“ (1989)
- „Полицейска академия 7: Мисия в Москва“ (1994)